# Al Asalah
Al Asalah är det dominerande salafistiska partiet i Bahrain. Sedan valet 2006 har de fyra parlamentariker i landets riksdag. Partiet är den politiska grenen av Islamic Education Society. Partiledare är Ghanim Al Buaneen som tog över 2005 från shejk Adel Mouwda.